# Live Monsters
Live Monsters è il primo e, attualmente, l'unico video live di Dave Gahan; pubblicato nel 2004.
È stato registrato nel luglio 2003 all'Olympia di Parigi durante il Paper Monster Tour.
Tra le canzoni del repertorio vengono ricordate non solo quelle dell'album Paper Monsters ma anche 5 successi dei Depeche Mode.

## Tracce
1. Hidden Houses
2. Hold On
3. Dirty Sticky Floors
4. A Question of Time
5. Bitter Apple
6. Black and Blue Again
7. Stay
8. A Little Piece
9. Walking in My Shoes
10. I Need You
11. Bottle Living
12. Personal Jesus
13. Goodbye
14. I Feel You
15. Never Let Me Down Again

### Contenuti speciali
- Dirty Sticky Floors (Versione acustica)
- Bitter Apple (Versione acustica)
- Black and Blue Again (Versione acustica)
- Documentario su Live Monsters